# شهرداری گوستیور
شهرداری گوستیور (به لاتین: Gostivar Municipality) یک منطقهٔ مسکونی در مقدونیه شمالی است که در مقدونیه شمالی واقع شده‌است. شهرداری گوستیور ۵۱۳٫۳۹ کیلومتر مربع مساحت و ۸۱٬۰۴۲ نفر جمعیت دارد.